# Forges-les-Eaux
Forges-les-Eaux är en kommun i departementet Seine-Maritime i regionen Normandie i norra Frankrike. Kommunen ligger i kantonen Forges-les-Eaux som tillhör arrondissementet Dieppe. År 2018 hade Forges-les-Eaux 3 318 invånare.

## Befolkningsutveckling
Antalet invånare i kommunen Forges-les-Eaux
| Referens: INSEE |